# Melanorivulus violaceus
Melanorivulus violaceus é uma espécie de peixe pertencente ao gênero Melanorivulus e à família Rivulidae. É endêmica ao Brasil, ocorrendo no estado de Mato Grosso. De acordo com a União Internacional para a Conservação da Natureza, seu estado de conservação é quase ameaçada.